# Aquivaldo Mosquera
Aquivaldo Mosquera Romaña (ur. 22 czerwca 1981 w Apartadó) – piłkarz kolumbijski z obywatelstwem meksykańskim grający na pozycji środkowego obrońcy. Trener piłkarski.

## Kariera klubowa
Mosquera jest wychowankiem klubu Atlético Nacional. W 2000 roku zadebiutował w jego barwach w lidze kolumbijskiej i w tym samym roku osiągnął pierwszy sukces w karierze, jakim było zdobycie Copa Merconorte. Miejsce w wyjściowej jedenastce klubu z Medellín wywalczył w 2002 roku, gdy w pierwszej fazie klub wywalczył wicemistrzostwo Kolumbii. W 2003 Atlético Nacional nie osiągał większych sukcesów, a w 2004 ponownie został wicemistrzem Apertura, a osiągnięcie to powtórzył to w fazie Finalización. Natomiast w Apertura 2005 roku Mosquera po raz pierwszy w karierze wywalczył mistrzostwo Kolumbii.
Latem 2005 Mosquera wyjechał do Meksyku by grać w tamtejszym zespole CF Pachuca. W Pachuce kontynuował wysoką formę z Kolumbii stając się jednym z najlepszych obrońców ligi meksykańskiej. Zadebiutował w niej 30 lipca 2005 w wygranym 2:1 meczu z CF Monterrey. Największe sukcesy osiągnął w 2006 roku, gdy najpierw został mistrzem fazy Clausura, a następnie zdobył Copa Sudamericana.
W lipcu 2007 Mosquera za 7,4 miliona euro przeszedł do hiszpańskiej Sevilli FC, z którą podpisał pięcioletni kontrakt. W 2007 roku wywalczył z Sevillą Superpuchar Hiszpanii.
W 2009 roku Mosquera odszedł z Sevilli do Amériki Meksyk.

## Kariera reprezentacyjna
W reprezentacji Kolumbii Mosquera zadebiutował 23 lutego 2005 roku w zremisowanym 1:1 towarzyskim meczu z Meksykiem.